# Dactyladenia whytei
Dactyladenia whytei là một loài thực vật có hoa trong họ Cám. Loài này được (Stapf) Prance & F.White mô tả khoa học đầu tiên năm 1979.